# Nanomateriale
Et nanomateriale beskriver materialer hvor en enkelt enhed har en størrelse (mindst i én dimension) på mellem 1 og 100 nm (den normale definition af nanoskala).
Forskning i nanomaterialer foregår med en materialevidenskabelig tilgang til nanoteknologi, der benytter forskning i metrologi og syntese der er blev udviklet til forskning i mikrofabrikation. Materialer med strukturer i nanoskala har ofte unikke optiske, elektroniske, termofysiske eller mekaniske egenskaber.
I takt med forskning og viden om nanomaterialer udvikles så bliver de langsomt kommercialiseret og de begynder at optræde i forbrugsvarer.